# 長野県道364号古間停車場線
長野県道364号古間停車場線（ながのけんどう364ごう ふるまていしゃじょうせん）は、長野県上水内郡信濃町を走る一般県道。

## 概要

### 路線データ
- 起点：上水内郡信濃町富濃（しなの鉄道古間駅）
- 終点：上水内郡信濃町古間（古間交差点＝国道18号交点）
- 延長：1.6km

## 交差・接続する道路
- 古間駅（上水内郡信濃町富濃）
  - 長野県道360号古間停車場野尻線
- （上水内郡信濃町古間付近）
  - 上水内北部広域農道（北信五岳道路）
- 古間交差点（上水内郡信濃町古間＝終点）
  - 国道18号（北国街道）

## 周辺
- 古間駅